# Taśma maskująca

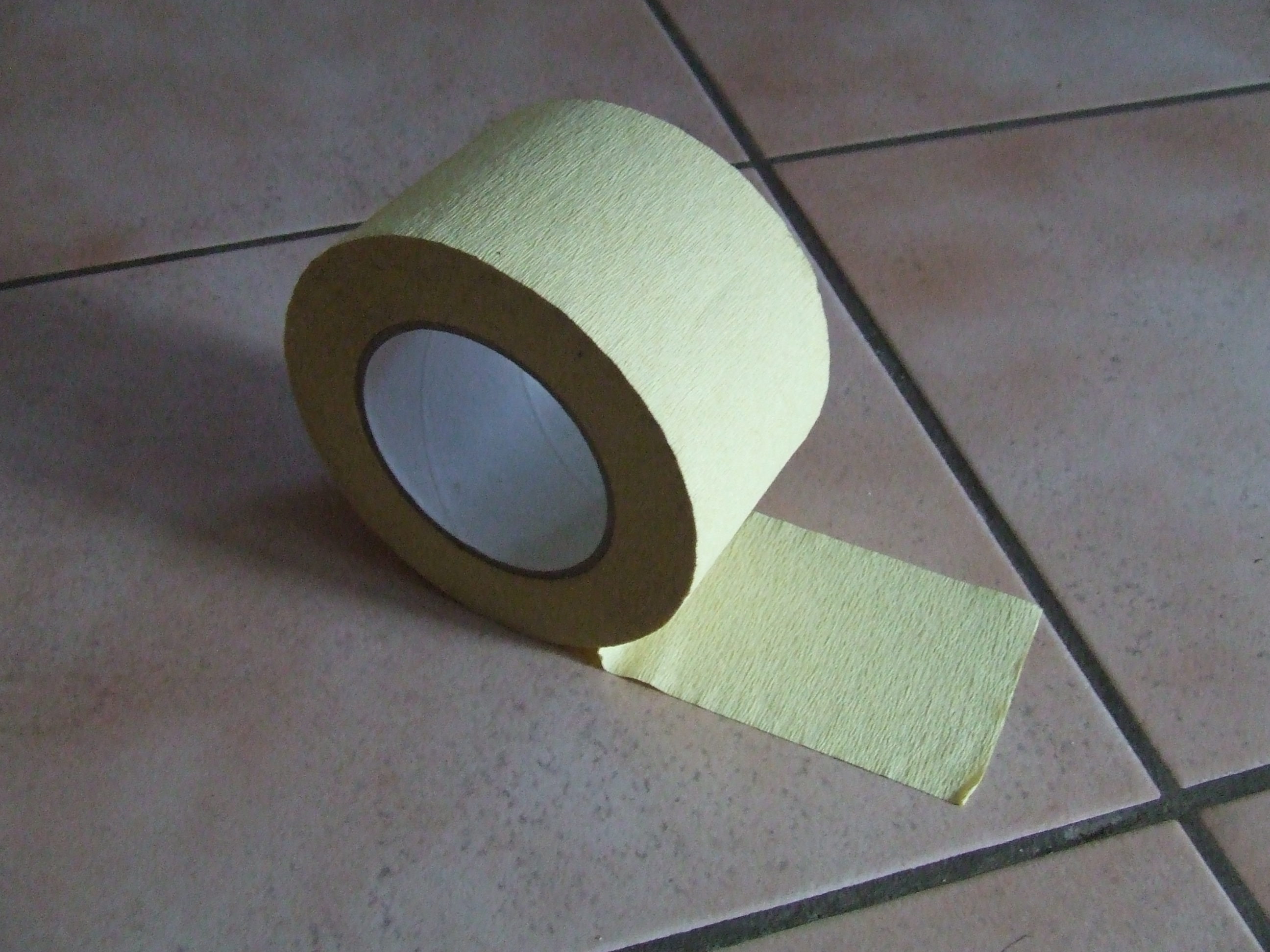
Taśma maskująca

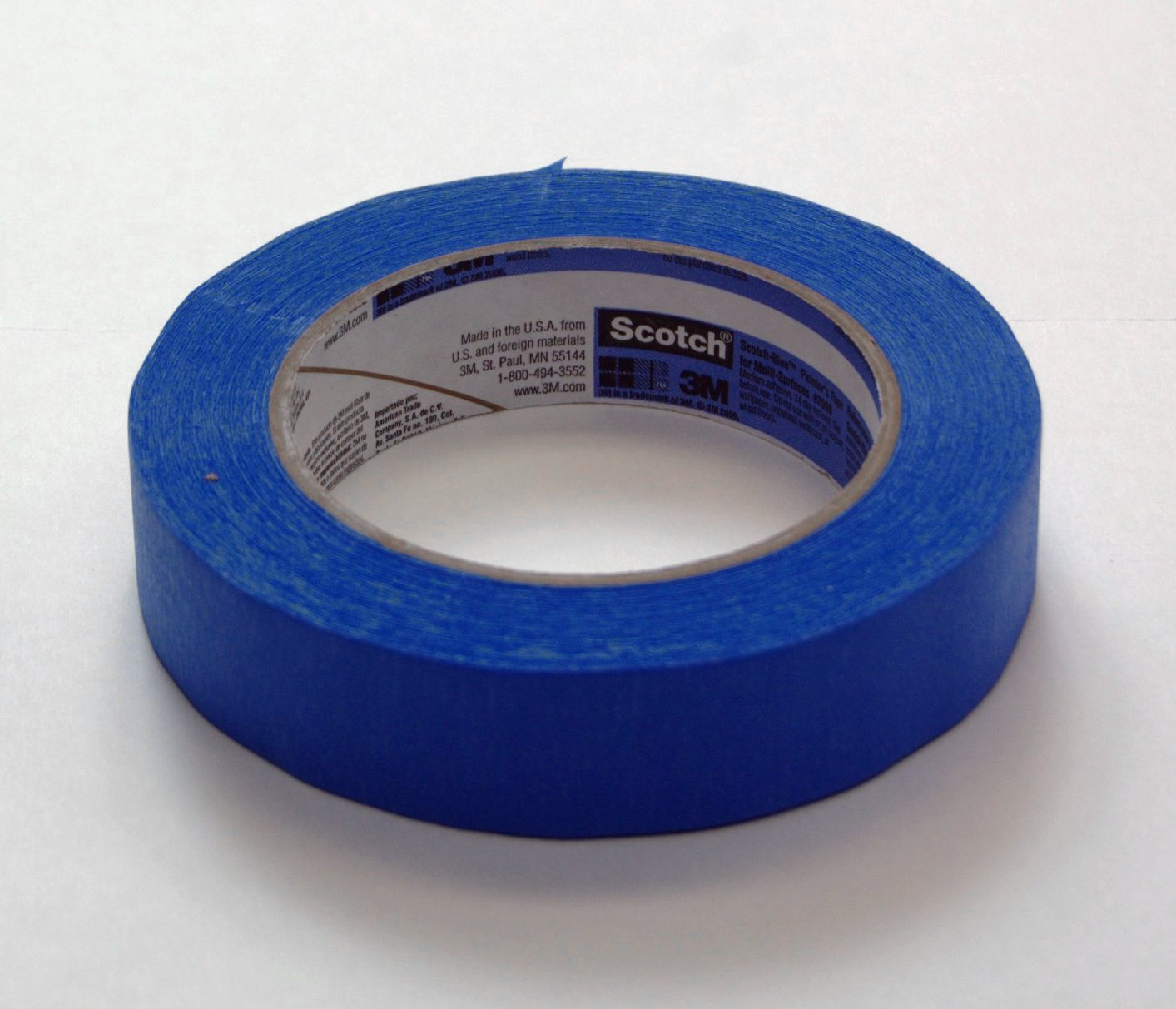
Taśma malarska – rodzaj taśmy maskującej, stosowany zazwyczaj w celu uzyskania czystych krawędzi malowideł ściennych.

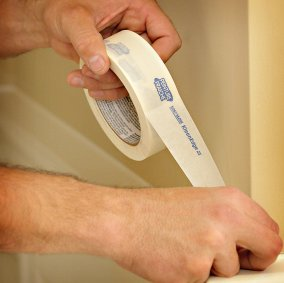
Taśma maskująca o niskiej przyczepności.

Taśma maskująca, taśma malarska – rodzaj taśmy samoprzylepnej, wykonanej z cienkiego i łatwego do rozdarcia papieru oraz kleju o słabej przyczepności. Dostępny jest w różnych szerokościach. Stosuje się go głównie w malarstwie do zabezpieczania miejsc, które powinny pozostać niezamalowane.
Niektóre niedrogie taśmy maskujące nadają się do ogólnego stosowania w domach i biurach. Inne są przeznaczone dla profesjonalnych malarzy pokojowych. Taśmy maskujące przeznaczone do zastosowań w motoryzacji i lotnictwie charakteryzują się właściwościami, które pozwalają na ich użycie do konkretnych, specjalistycznych zastosowań.

## Historia
Taśma maskująca została wynaleziona w 1925 roku przez pracownika firmy 3M, Richarda Gurleya Drewa; była to pierwsza taśma marki Scotch. Drew zauważył, że pracownicy serwisu samochodowego byli coraz bardziej sfrustrowani, gdy zdejmowali papier pakowy, którym oklejali lakierowane samochody. Mocny klej na taśmie odrywał część farby, którą właśnie nałożyli. Naprawa uszkodzonych miejsc zwiększała koszty. Drew zdał sobie sprawę z potrzeby zastosowania taśmy z delikatniejszym klejem.

## Rodzaje
Opracowano kilka rodzajów taśm maskujących. Wiele z nich zaprojektowano w konkretnym celu.
Nośnik taśmy maskującej wykonany jest zazwyczaj z papieru, chociaż stosuje się również również plastikowe i metalowe folie. Większość papierów jest marszczona, aby taśma mogła się rozciągać po nałożeniu na zakrzywioną linię. Taśmy mogą być wykonane z papieru naturalnego (beżowego) lub w różnych kolorach. Taśmy papierowe są często nasączane żywicami, aby zapobiec przesiąkaniu farby. Wiele taśm ma powłokę antyadhezyjną na górze, która ułatwia odklejenie taśmy od rolki.
Klej wrażliwy na nacisk stosowany w taśmach maskujących musi skutecznie wiązać się z powierzchnią, szczególnie na krawędziach, aby zapobiec wnikaniu farby i powstawaniu nierównych linii malowania. Po wyschnięciu farby klej musi dać się łatwo oddzielić od powierzchni, nie uszkadzając jej i nie pozostawiając śladów.
Większość taśm maskujących jest przeznaczona do tymczasowego stosowania w temperaturze pokojowej. Dostępne są także specjalistyczne taśmy przystosowane do dłuższego użytkowania, wyższych temperatur, mycia chemicznego, światła słonecznego itp.

## Zastosowanie
Do oznaczania obszarów, na których farba nie jest pożądana, potrzebna jest specjalna taśma maskująca do malowania (taśma malarska). Dzięki temu specjalnemu stopniowi można uzyskać wyjątkowo czyste linie. Bez niego farba wycieka pod krawędzie taśmy, dając w efekcie rozmytą i niejednolitą linię.
Taśma kreślarska wygląda podobnie do zwykłej domowej taśmy maskującej, ale ma słabszą przyczepność. Służy do mocowania projektów do deski kreślarskiej lub stołu podświetlanego i umożliwia łatwe odrywanie ich bez uszkodzenia rysunku.
Taśmę maskującą w długich paskach stosuje się również na szybach, w sytuacjach, w których istnieje ryzyko rozbicia szkła, powodując obrażenia osób znajdujących się w pobliżu.

### Inne typy taśm maskujących
Taśmy na bazie poliestru służą do zabezpieczania powierzchni podczas trawienia, galwanizacji i w malowania proszkowego. Taśmy na bazie folii poliimidowych mogą być odporne na wpływ stopionego lutowia w zastosowaniach elektronicznych. Taśmy z włókna szklanego są często stosowane w procesach malowania proszkowego i piaskowania. Do galwanizacji często używa się folii lub taśm winylowych. Taśmy warstwowe wykonane z wielu materiałów laminowanych ze sobą można stosować do maskowania natrysku płomieniowego, natrysku termicznego i HVOF. Taśmę maskującą można również stosować do przyklejania plakatów do ścian, zapewniając odporność na warunki atmosferyczne do 12 miesięcy.
Rodzaj kleju nałożonego na taśmę jest często decydującym czynnikiem w konkretnej sytuacji maskowania. Istnieją trzy rodzaje takich klejów (z wieloma odmianami chemicznymi każdego): na bazie kauczuku, na bazie akrylu i na bazie silikonu. Kleje na bazie gumy zapewniają zazwyczaj największą przyczepność, ale najniższą odporność na temperaturę. Kleje na bazie akrylu oferują szeroki zakres temperatur, zapewniając przyczepność w temperaturach od poniżej zera do około 150 °C. Kleje na bazie silikonu zapewniają najwyższą odporność na temperaturę, a niektóre taśmy (np. niektóre folie poliimidowe i taśmy z włókna szklanego) pozwalają na okresowe stosowanie w temperaturze do 260 °C.